# 朝玉勢大幸
朝玉勢 大幸（あさぎょくせい たいこう、1993年5月29日 - ）は、三重県伊勢市出身で、高砂部屋所属の現役大相撲力士。本名は玉木 一嗣磨（たまき かづま）。身長180.5cm、体重142.1kg。得意技は押し、叩き。最高位は東十両12枚目（2020年1月場所）。

## 来歴
伊勢市立浜郷小学校1年次から相撲を始め、地元の相撲道場（志友館相撲道場）に通った。志摩市立磯部中学校3年次に全国都道府県中学生相撲選手権大会で優勝の実績を残している。父親が近畿大学相撲部の監督と相撲部時代に同期だった縁で近畿大学付属高校に進学すると1年生から国体に出場し、2・3年次に高校総体で2年連続のベスト8や、3年次に国体ベスト4などの実績を残した。近畿大学経済学部経営学科に進学すると1年次に西日本学生相撲新人選手権大会で優勝をして初タイトルを獲得した。その後も西日本の大会で2つのタイトルを獲得し、大学時代は個人3冠だった。全国大会にも出場しているが、主将を務めた4年次に全国学生相撲選手権大会で団体準優勝と個人ベスト16、全日本相撲選手権大会でベスト16などの実績はあるものの、主要タイトルに縁がなく大相撲の付出入門資格は得られなかった。4年次の全日本選手権を最後に大学生としての全ての公式戦が終了すると、近畿大学OBが師匠を務めており、父親と親交がある世話人の總登も所属している高砂部屋（元大関・朝潮）へ同級生でチームメイトの朝乃山と共に入門した。ただし初土俵の時期は一緒ではなく、玉木が一足早く2016年1月場所から「朝玉木」の四股名でデビューした（朝乃山は三段目格付出デビューのため、初めて本割で相撲を取ったのは同じ3月場所である。）。同期には大奄美らがいる。また3月に初土俵を踏んだ八角部屋の北勝陽も近畿大学の同級生・チームメイトである。
付出資格を持っていないために前相撲から取ることになった朝玉木だが、前相撲は2連勝スタートの後、あと1勝すれば勝ち抜けで出世決定のところで、大学の試験を受けなければならないため途中休場となった。しかし現行制度では勝ち星に関わらず1番でも相撲を取れば必ず出世できることになっているため、14人中9番目で出世が決まった。三段目付出で後に朝乃山となる石橋が入門し、自身は序ノ口に上がった3月場所では、無傷の7戦全勝で序ノ口優勝を果たした。翌5月場所では、石橋に倣って四股名から「朝」の字を外す形で本名と同じ「玉木」に改名して序二段に昇進したが、序ノ口デビュー以来の連勝をそのまま伸ばして7戦全勝で序二段優勝となった。続く7月場所で三段目に昇進すると、9日目の5番相撲で琴鳳に敗れ、序ノ口からの連勝記録は18で止まった。新幕下に昇進した9月場所では、7日目に髙立、9日目に双大竜と関取経験者2人を相次いで倒したこともあり、土つかずの6戦全勝となった。13日目に組まれた勝てば幕下優勝の一番では、幕内経験者の山口と対戦し、叩きで相手の体勢を崩そうとする場面もあったものの、逆に山口のほうから叩かれて体勢を崩されてしまい、押し倒しで敗れた。
2017年は幕下上位の、十両昇進の可能性もある西幕下10枚目で迎えたが、その1月場所では、3勝3敗から7番目に敗れ、入門以来初めての負け越しとなった。2018年1月場所は、西幕下10枚目で2勝5敗と負け越したが、千秋楽に八番相撲で希善龍との取組が組まれ、勝って「勝ち得」となった。7番目までについた黒星は消えないが、3勝5敗となり、負け越し点数を1点減らす形となった。さらに同年11月場所でも1勝6敗の負け越しから八番相撲の極芯道との取組に勝利し、同じく「勝ち得」で負け越し点数を1点減らした。なお幕下力士の八番相撲は千秋楽に組まれることが多いところ、この11月場所での八番相撲は14日目に組まれている。2019年は東幕下19枚目からの出直しとなったが、1月場所から勝ち越しを続け、7月場所で自己最高位の東幕下3枚目に番付を戻した。この場所は2連勝3連敗ののち、10日目の十両竜虎戦、14日目の豊昇龍戦に連勝して勝ち越し。場所後の番付編成会議で9月場所での新十両昇進が決定した。昇進にあわせて四股名も改めることになり、中学時代の下宿先であった餅店の家主が考えた、高砂部屋伝統の「朝」、自身の苗字の「玉」と出身地の伊勢市の「勢」に由来した朝玉勢に改名することが発表された。三重県出身では戦後12人目の新十両。しかしその後は、2019年11月場所の幕下陥落を挟みながら2020年3月場所まで3場所十両を務めたものの、十両の3場所はいずれも負け越しに終わり、2020年5月場所以降は幕下以下での土俵が続いている。三段目に陥落して迎えた2025年3月場所は1番相撲から白星を重ね、同部屋の元大関の朝乃山と場所終盤まで三段目優勝を争う形となったが、13日目の7番相撲で大昇龍に敗れて優勝を逃し、6勝1敗で取り終える形となった。

## エピソード
- 四股名「朝玉勢」は中学3年間世話になった下宿先で、三重県の名物「さわ餅」を販売する竹内餅店の家主に名付けてもらったものである[16]。
- 十両昇進の際に師匠からは「人が良くて気持ちの強さが足りない」という趣旨の指摘をされた[16]。
- 2019年9月5日、高校時代の恩師である奥谷猛から化粧廻しを贈呈された[17]。

## 主な成績
2025年7月場所終了現在
- 通算成績：217勝197敗4休（57場所）

### 各段優勝
- 序二段優勝：1回（2016年5月場所）
- 序ノ口優勝：1回（2016年3月場所）

### 場所別成績
| | 一月場所 初場所（東京） | 三月場所 春場所（大阪） | 五月場所 夏場所（東京） | 七月場所 名古屋場所（愛知） | 九月場所 秋場所（東京） | 十一月場所 九州場所（福岡） |
| --- | ----------------------- | ----------------------- | ----------------------- | --------------------------- | ----------------------- | --------------------------- |
| 2016年 （平成28年） | （前相撲）              | 西序ノ口19枚目 優勝 7–0 | 西序二段10枚目 優勝 7–0 | 東三段目19枚目 6–1          | 東幕下41枚目 6–1        | 東幕下17枚目 4–3            |
| 2017年 （平成29年） | 西幕下10枚目 3–4        | 東幕下15枚目 3–4        | 西幕下20枚目 3–4        | 西幕下30枚目 4–3            | 東幕下23枚目 5–2        | 東幕下15枚目 4–3            |
| 2018年 （平成30年） | 西幕下10枚目 3–5        | 東幕下19枚目 5–2        | 東幕下12枚目 4–3        | 東幕下9枚目 5–2             | 東幕下4枚目 4–3         | 東幕下3枚目 2–6             |
| 2019年 （平成31年 /令和元年） | 東幕下19枚目 4–3        | 東幕下12枚目 5–2        | 東幕下5枚目 4–3         | 東幕下3枚目 4–3             | 東十両14枚目 5–10       | 東幕下2枚目 5–2             |
| 2020年 （令和2年） | 東十両12枚目 7–8        | 西十両12枚目 5–10       | 感染症拡大 により中止   | 東幕下2枚目 2–5             | 東幕下10枚目 2–5        | 西幕下27枚目 4–3            |
| 2021年 （令和3年） | 東幕下20枚目 5–2        | 東幕下13枚目 2–5        | 東幕下23枚目 4–3        | 西幕下16枚目 4–3            | 西幕下12枚目 4–3        | 東幕下7枚目 3–4             |
| 2022年 （令和4年） | 西幕下14枚目 4–3        | 西幕下10枚目 4–3        | 西幕下7枚目 2–5         | 西幕下16枚目 3–4            | 西幕下25枚目 3–4        | 東幕下31枚目 2–5            |
| 2023年 （令和5年） | 東幕下52枚目 5–2        | 西幕下32枚目 2–5        | 西幕下46枚目 5–2        | 西幕下31枚目 6–1            | 東幕下13枚目 4–3        | 西幕下9枚目 3–4             |
| 2024年 （令和6年） | 西幕下17枚目 3–4        | 東幕下26枚目 3–4        | 東幕下31枚目 1–6        | 東幕下59枚目 5–2            | 西幕下37枚目 3–4        | 東幕下46枚目 3–4            |
| 2025年 （令和7年） | 東幕下58枚目 0–3–4      | 西三段目33枚目 6–1      | 東幕下49枚目 3–4        | 東幕下59枚目 3–4            | x                       | x                           |
| 各欄の数字は、「勝ち-負け-休場」を示す。 優勝 引退 休場 十両 幕下 三賞：敢=敢闘賞、殊=殊勲賞、技=技能賞 その他：★=金星 番付階級：幕内 - 十両 - 幕下 - 三段目 - 序二段 - 序ノ口 幕内序列：横綱 - 大関 - 関脇 - 小結 - 前頭（「#数字」は各位内の序列） |                         |                         |                         |                             |                         |                             |

## 改名歴
- 朝玉木 一嗣磨（あさたまき かづま）2016年1月場所 - 2016年3月場所
- 玉木 一嗣磨（たまき-）2016年5月場所 - 2019年7月場所
- 朝玉勢 一嗣磨（あさぎょくせい-）2019年9月場所 - 2021年3月場所
- 朝玉勢 大幸（-たいこう）2021年5月場所 -